# Península de La Isleta
La Isleta és una península al nord-est de l'illa de Gran Canària (arxipèlag canari, Espanya), unida a la resta de l'illa per l'istme de Guanarteme. Aquest istme, antany una barra de dunes i sorres, es troba avui dia parcialment soterrat pel desenvolupament urbanístic de la ciutat de Las Palmas. Constitueix una de les tres grans penínsules de les Canàries, al costat de les de Jandía (Fuerteventura) i la d'Anaga (Tenerife).

## Sorgiment de l'istme

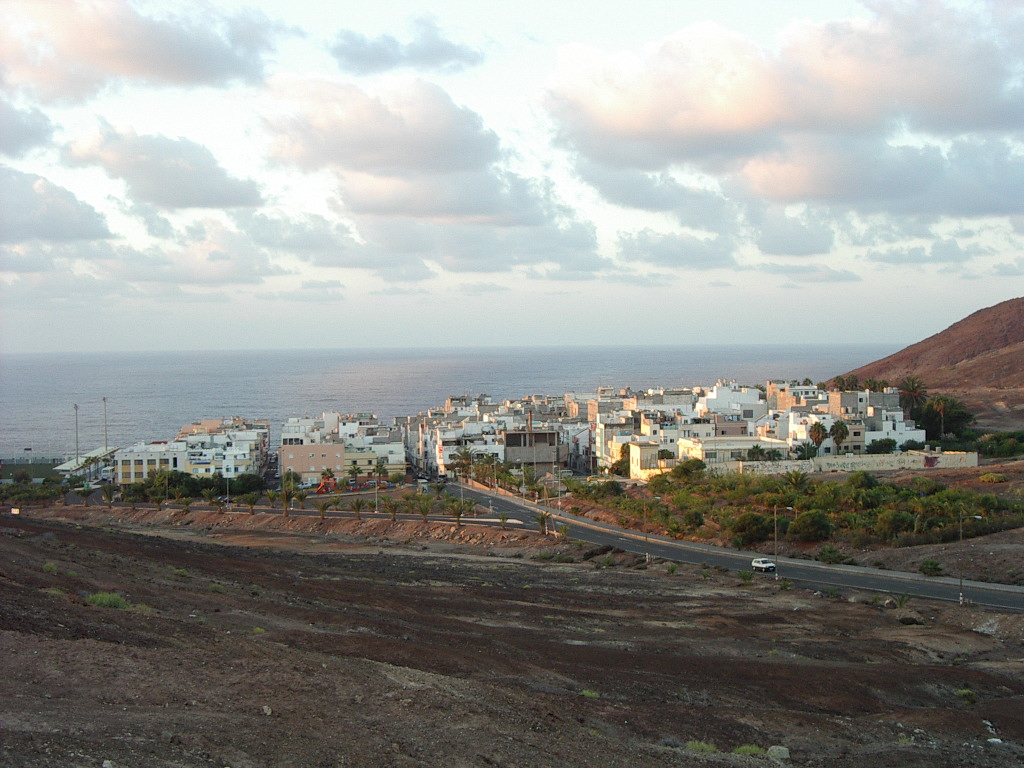
Barri de Las Coloradas.

Originàriament La Isleta era un illot aïllat amb una superfície d'unes 850 hectàrees, separat de la resta de l'illa per un estret braç de mar de poc més d'un quilòmetre d'amplària. Amb el pas del temps, al fons del canal s'acumularen restes inerts de fauna marina (sobretot lumaquel·les i ostreids) que es van anar sedimentant i, posteriorment, cimentant, cosa que les consolidà per acumulació de sorres arrossegades pels corrents. L'aportació incessant d'aquests materials provocà el rebliment del petit estret, sorgint al sud-est de La Isleta l'istme de Guanarteme, una llengua de terra que convertia a La Isleta en península a manera de tómbol, unint-la amb la ciutat de Las Palmas de Gran Canaria i la resta de l'illa. L'istme comptava amb una longitud aproximada de 4,12 quilòmetres i poc més de 200 metres d'ample en la seva part més estreta, obrint-se en forma de copa en els seus extrems.
Sobre aquest istme va anar sorgint un camp de dunes que es formava amb les sorres que el corrent marí dipositava a la platja que s'havia anat formant i que després els vents alisis arrossegaven a terra ferma. Fins a mitjan segle XIX el camp dunar es conservava pràcticament intacte, tal com es reflectia en plans de l'època, però l'expansió de la ciutat anà provocant el seu deteriorament progressiu fins a desaparèixer en la seva pràctica totalitat.

## Protecció ambiental
Una part de la península de La Isleta ha estat declarat pel Govern de Canàries com a paisatge protegit, una figura de protecció del territori que té en compte els seus notoris valors estètics i culturals. En la nomenclatura internacional es corresponen amb els espais de categoria V, segons la classificació d'espais naturals de la Unió Mundial per a la Naturalesa (UICN).
El paisatge protegit de La Isleta comprèn 462,49 hectàrees, que inclouen les instal·lacions militars, el far de La Isleta, les pedreres de Roque Ceniciento, la platja de El Confital, el barri de Las Coloradas i, en general, tota la zona que actualment es troba sense urbanitzar. És objecte de protecció el paisatge desèrtic, les estructures geomorfològiques i les plataformes costaneres que es troben dins del seu perímetre de l'espai.
Aquest espai va ser declarat per la Llei 12/1987, de 19 de juny, de Declaració d'Espais Naturals de Canàries com a parc natural de La Isleta, però va ser reclassificat posteriorment per la Llei 12/1994, de 19 de desembre, d'Espais Naturals de Canàries, passant a ser paisatge protegit. Anys més tard, la Llei 11/1999, de 13 de maig, de Modificació Puntual de la Llei 12/1994, de 19 de desembre, d'Espais Naturals de Canàries, modifica i redueix els límits del paisatge protegit, establint com a Zona Perifèrica de Protecció l'àrea desafectada (97,71 hectàrees) tal com s'estableix en les Disposicions Addicionals de la Llei 2/2000, de 17 de juliol, de mesures econòmiques, en matèria d'organització administrativa i gestió relatives al personal de la Comunitat Autònoma de Canàries i d'establiment de normes tributàries.

## Presó de La Isleta
L'antiga presó a la zona oriental, molt prop del polígon El Sebadal i del Puerto de la Luz. Va ser utilitzada com a camp de concentració durant la guerra civil espanyola fins que es va construir el Lazareto de Gando, sent els seus presos traslladats allí. Durant la dictadura franquista, entre 1958 i 1959, va tornar a operar com a camp de presoners, aquesta vegada marroquines capturats en la Guerra d'Ifni.